# Bababé (departement)
Bababé är ett departement i Mauretanien.   Det ligger i regionen Brakna, i den sydvästra delen av landet, 280 km sydost om huvudstaden Nouakchott.